# 阿廖娜·薩夫琴科
阿廖娜·薩夫琴科（德語：Aljona Savchenko；1984年1月19日—），原名奥列娜·瓦连京诺芙娜·薩夫琴科（羅馬化：Olena Valentynivna Savchenko），烏克蘭裔德國雙人滑運動員。她為2018年冬季奧林匹克運動會的冠軍和兩屆奧運銅牌得主（2010和2014年奧運會）。

## 外部連結
- 阿利安娜·薩維琴科 / 布鲁诺·马索在国际滑冰联盟的页面
- 阿利安娜·薩維琴科 / Robin Szolkowy在国际滑冰联盟的页面
- 阿利安娜·薩維琴科 / Stanislav Morozov在国际滑冰联盟的页面